# ХАДИ-2
ХАДИ-2 — экспериментальный советский автомобиль (заявлялся как «спортивно-туристический»), построенный студенческим конструкторским бюро (СКБ) Харьковского автодорожного института (ХАДИ) в 1961 году.

## История создания
Эксперименты с пластиковыми автомобильными кузовами велись в пятидесятые-шестидесятые годы во многих странах. Первым серийным автомобилем с кузовом из стеклопластика стал Chevrolet Corvette (1953), впоследствии появились и другие примеры использования этого материала в автомобилестроении. В ГДР примерно с того же времени широко использовался близкий по свойствам композитный материал — дуропласт, армированная хлопковыми очёсами фенолформальдегидная смола. Перспективы композитов — лёгких, простых в обработке, устойчивых к коррозии — казались в то время грандиозными.
ХАДИ-2 был разработан и построен в 1959—1961 годах силами Студенческого проектно-конструкторского бюро (СПКБ) при факультете «Автомобилей и двигателей» ХАДИ под руководством мастера спорта В. К. Никитина в качестве эксперимента по освоению новых материалов и технологий. Примерно в то же время (1958 год) подобная конструкция из стеклопластика, но на шасси мотоколяски С-ЗЛ, была построена и в МВТУ, в лаборатории при кафедре «Колёсные машины» под руководством В. С. Цыбина.
В 1962 и 1963 году автомобиль экспонировался на Выставке достижений народного хозяйства (ВДНХ) УССР и СССР, получив несколько наград. В это время студенты СПКБ совершили множество пробегов по территории Советской Украины и европейской части РСФСР. Впоследствии из того же материала был построен рекордно-гоночный ХАДИ-3.

## Описание
ХАДИ-2 представлял собой двухместный родстер длиной чуть больше 4 метров. Кузов не имел дверей и был изготовлен путём выклейки из стеклоткани в 10 слоёв на покрытом разделительным слоем парафина полноразмерном гипсовом болване. Роль несущей конструкции играла рама, сваренная из круглых и фасонных эллиптических труб. В итоге автомобиль получился сравнительно лёгким.
Двигатель со сцеплением были взяты от мотоцикла М-72. Мотор двухцилиндровый оппозитный, нижнеклапанный. Основные узлы и агрегаты шасси — передняя подвеска и рулевое управление, трансмиссия, задний мост — были позаимствованы у серийного «Москвича-407», как и бо́льшая часть внешнего декора — бамперы, решётка радиатора, задние фонари, ободки фар, плафон освещения номерного знака.
Никаких признаков тента или иного варианта крыши на автомобиле нет. Автомобиль был официально зарегистрирован и получил государственные номерные знаки. Впоследствии автомобиль был неоднократно переделан. Так, оригинальный двигатель был в своё время заменён на электромотор. После реставрации автомобиль получил агрегаты шасси и существенно более мощный двигатель от «Москвича-412», а также несколько иную форму передней части кузова с иным оформление разъёма капота, высокое гнутое лобовое стекло вместо низкого «щитка» из двух плоских половин, одноцветную окраску вместо двухцветной, рулевую колонку от «Жигулей» и другие отличия.